# Licania ternatensis
Licania ternatensis là một loài thực vật có hoa trong họ Cám. Loài này được Hook.f. ex Duss mô tả khoa học đầu tiên năm 1897.